# Димитър Тюлеков
Димитър Любенов Тюлеков е български историк, член на Македонския научен институт.

## Биография
Роден е на 16 април 1960 година в град Сандански. Завършва политехническа гимназия „Яне Сандански“ през 1978 година. През 1984 година завършва история във Великотърновския университет „Св. св. Кирил и Методий“. Между 1991 и 1993 година работи като архивист-специалист в Държавен архив - Благоевград, междувременно през 1992 година става член на Македонския научен институт, като е научен секретар в благоевградския му филиал. През 1998 година защитава докторска дисертация на тема „ВМРО в Петрички окръг, 1922-1934“, а през 2001 година издава монографията си „Обречено родолюбие. ВМРО в Пиринско, 1919-1934“. През 2005 година става старши научен сътрудник II степен и работи в Държавен архив - Благоевград. От 2011 година Димитър Тюлеков е доцент в Югозападния университет „Неофит Рилски“.
Често критикува действията на политическа партия ВМРО-БНД.